# John Day River
Der John Day River ist ein 452 km langer linker Nebenfluss des Columbia River im Nordosten des US-Bundesstaates Oregon.
Entlang dem Flusslauf des John Day River bestehen bisher noch keine Staudämme.
Er ist damit einer der längsten frei fließenden Flüsse der Vereinigten Staaten.
Sein Wasser wird in großem Maße für die Bewässerung des Umlands verwendet.
Sein natürlicher Flusslauf beherbergt viele Tierarten, darunter die Stahlkopfforelle.
Der Fluss verdankt seinen Namen John Day, einem Teilnehmer der Astor-Expedition, welche 1810 von St. Louis in Missouri zur Mündung des Columbia River aufbrach.

## Einzugsgebiet
Mittels seiner Zuflüsse entwässert der John Day River die Westseite der Blue Mountains.
Er fließt in einem Zickzackkurs in nordwestlicher Richtung durch einen dünnbesiedelten Teil Oregons östlich des Kaskadengebirges.
Er mündet schließlich oberhalb der Columbia River Gorge und oberhalb des John Day Dam in den Columbia River.
Sein Oberlauf führt durch außerordentlich reizvolle Schluchten mit mehreren bedeutenden paläontologischen Fundorten entlang seines Ufers.
Der John Day River hat vier Quellflüsse:
- Der Hauptarm des John Day River entspringt in den Strawberry Mountains im östlichen Grant County.
- Der North Fork John Day River fließt entlang den Westhängen der Elkhorn Mountains im Nordosten des Grant County.
- Der Middle Fork John Day River hat seinen Ursprung nahe dem Blue Mountain-Gipfel am Ostrand des Grant County.
- Der South Fork John Day River hat seine Quelle im nördlichen Harney County, etwa 16 km südlich der Grenze zum Grant County.

Der Haupt-, Süd- und Mittelarm des John-Day-River-Flusssystems kommen aus verschiedenen Teilen des Malheur National Forest, während der Nordarm aus dem Wallowa-Whitman National Forest abfließt. Der Hauptarm fließt zuerst nach Norden, dann nach Westen durch das John Day Valley und durch die Städte Prairie City, John Day und Mount Vernon. Bei Dayville, im Westen von Grant County, mündet der South Fork in den John Day River. Anschließend fließt der Fluss in nördlicher Richtung durch die Picture Gorge und die Sheep Rock Unit des John Day Fossil Beds National Monument. Bei Kimberley im Nordwesten von Grant County trifft der North Fork von Osten kommend auf den John Day River. Dem North Fork fließt weiter östlich der Middle Fork zu.
Der John Day River setzt seinen Lauf in westlicher Richtung fort. Er durchfließt den Wheeler County und wendet sich an der Countygrenze zum Jefferson County nach Norden. Er passiert die Clarno Unit des John Day Fossil Beds National Monument.
Sein Unterlauf ist gekennzeichnet durch Mäander. Er bildet dabei die Grenze zwischen Sherman County im Westen und Gilliam County im Osten. Den Columbia River erreicht der John Day River von Südosten kommend, etwa 25 km nordöstlich von Biggs Junction. Die Flussmündung liegt am schmalen Lake-Umatilla-Stausee, welcher durch Aufstau des Columbia River durch den John Day Dam, etwa 3 km abstrom gebildet wird.

## Freizeitnutzung und Ökosystem
Der John Day River kann mit Rafts und anderen kleinen Wasserfahrzeugen befahren werden.
An seinem Unterlauf wird Wasser für die Bewässerung von Getreidefeldern und Viehranches entnommen.
1988 wurde ein 236 km langer Flussabschnitt von Service Creek nach Tumwater Falls als John Day Wild and Scenic River, in das Programm „National Wild and Scenic River“ aufgenommen.
Dieser Flussabschnitt ist ein beliebter Ort zum Fischen von wandernden Stahlkopfforellen und verschiedenen Barschen.
Wildwasser-Rafting ist eine weitere Freizeitaktivität auf dieser Strecke.

North Fork John Day River und South Fork John Day River sind ebenfalls als National Wild and Scenic Rivers ausgezeichnet.